# PMS Torino
La PMS Torino è stata una società di pallacanestro italiana maschile con sede a Torino.

## Le origini
La PMS Torino era nata nel 2011 come spin-off della PMS Basketball per dare a Torino una squadra di vertice nel panorama nazionale. Nel 2015 all'indomani della promozione la società cambiò denominazione sociale in Auxilium Pallacanestro Torino grazie a un accordo con Gianni Asti che aveva la licenza del marchio, decretando così la fine delle attività come PMS Torino.

### Divisione Nazionale A

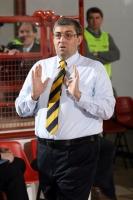
Stefano Pillastrini

La PMS Torino nel 2011-12 si classifica al secondo posto nella Divisione Nord Ovest della DNA venendo poi eliminata ai quarti di finale play-off dalla Blu Basket Treviglio. Si qualifica anche alla Coppa Italia di categoria di cui raggiunge la finale dove viene superata dalla Fulgor Omegna.
Nella stagione 2012-13 entra in società, ed assume la carica di Presidente, Antonio Forni con un passato alla guida della Pallacanestro Biella; la squadra viene affidata a Stefano Pillastrini e riesce ad ottenere il primo posto in classifica della DNA senza subire sconfitte in casa nell'intero campionato. Poi, nei play-off, ha la meglio sull'Unione Cestistica Casalpusterlengo, eliminata in tre partite, ed infine disputa la finale contro l'Olimpia Basket Matera, conquistando, sempre in tre gare, la promozione in DNA Gold e il titolo di campione d'Italia dilettanti.

### DNA Gold / A2 Gold

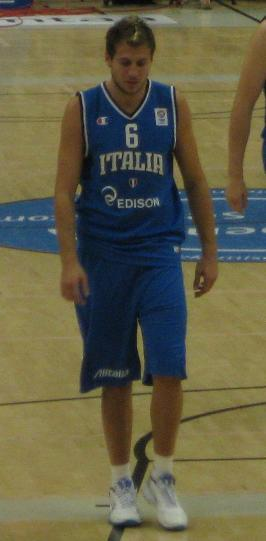
Stefano Mancinelli

Nella stagione 2013-14 gioca per la prima volta nella sua storia nella seconda categoria nazionale, la DNA Gold divenuta primo livello del basket dilettantistico italiano. Il roster della squadra viene impreziosito da giocatori del calibro di Stefano Mancinelli e Valerio Amoroso. L'8 dicembre 2013, nella partita contro Veroli, avviene l'esordio assoluto dei primi due giocatori americani nella storia della società, Ronald Steele e Timmy Bowers. La stagione, minata da una serie di infortuni sin dalla preparazione estiva e anche durante i play off, vede la squadra uscire solo in semifinale contro Trento che vincerà poi il campionato. In Coppa Italia, raggiunta grazie al quarto posto al termine del girone d'andata, Torino esce al primo turno contro la squadra di Ferrara proveniente dalla DNA Silver. A fine stagione viene esonerato il coach Stefano Pillastrini.
La seconda stagione in DNA Gold, ora chiamata A2 Gold, inizia con la nomina di Renato Pasquali Direttore Sportivo al posto di Julio Trovato, uno dei tre soci fondatori della PMS Basketball. La squadra viene profondamente rinnovata e dei giocatori della stagione precedente vengono trattenuti solo Mancinelli, Amoroso e Gergati mentre tra i rinforzi spiccano i nomi di Guido Rosselli, Jacopo Giachetti, Tommaso Fantoni e dei nuovi americani, l'esperto Ron Lewis e il rookie Davion Berry. Quest'ultimo viene tagliato dalla società dopo la sconfitta a Brescia e sostituito con Ian Miller, proveniente da Jesi; il giocatore fa il suo esordio il 1º febbraio 2015 nella vittoriosa gara casalinga contro l'Unione Cestistica Casalpusterlengo. Classificatasi al 3º posto nella regular season, elimina Ferentino ai quarti chiudendo agilmente la serie sul 3-0 e, nonostante una prima sconfitta, ribalta la serie contro Brescia vincendo 3-1. Vince i play off battendo in finale Agrigento 3-2. Dopo 22 anni una squadra di Torino torna in Serie A.

## Sponsor
- 2011-12: ZeroUno (campionato)/ Savcam (coppa)
- 2012-13: ZeroUno da marzo: Manital (campionato)/ Ecolution (coppa)
- 2013-14: Manital (campionato)/ Allmag (coppa)
- 2014-15: Manital

## Colori e logo
I colori della maglia della PMS Torino erano il giallo e il blu (i colori della città di Torino).

logo utilizzato dal 2011 al 2013
logo utilizzato dal 2013 al 2015

## Impianto di gioco

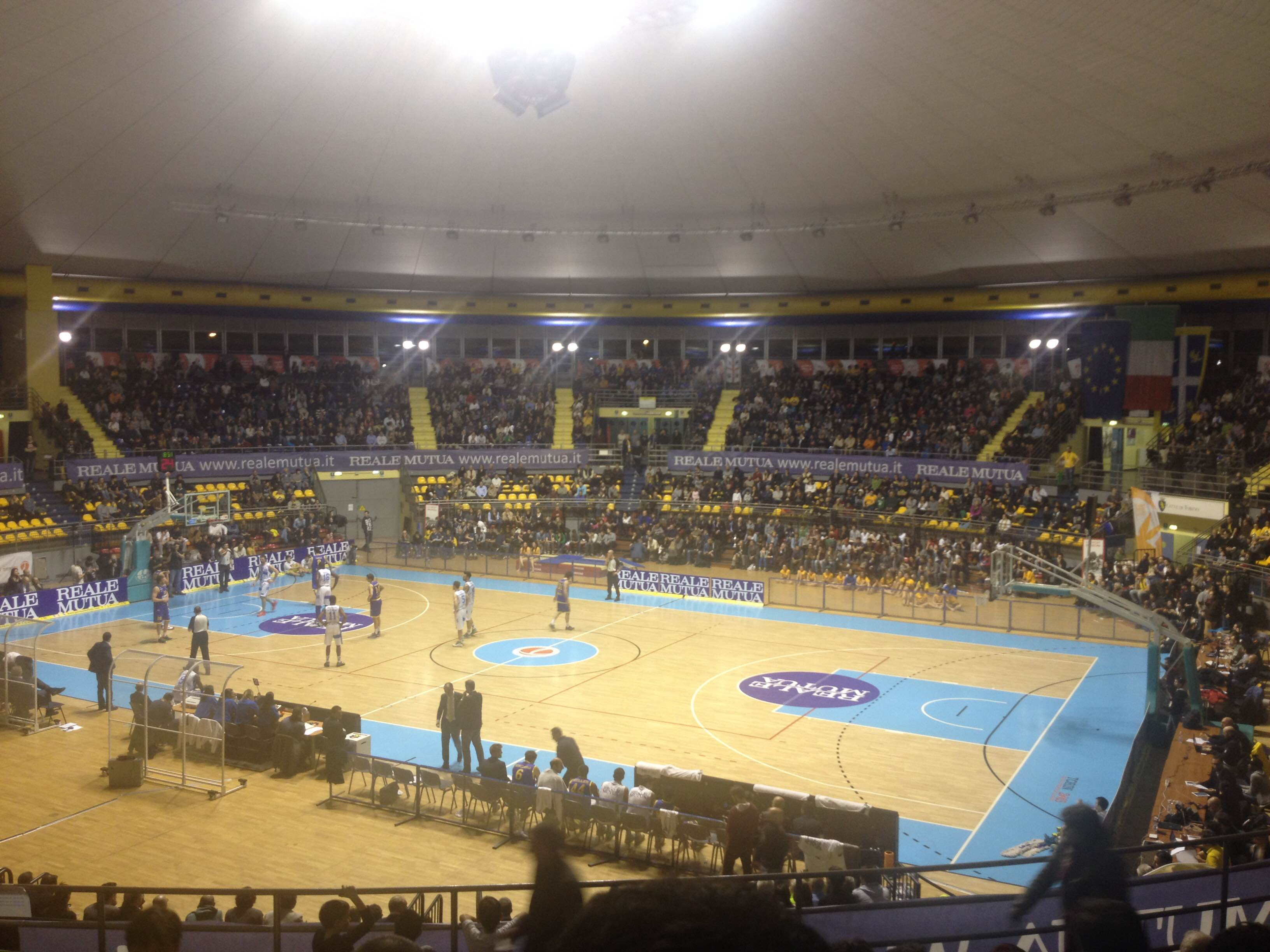
PalaRuffini

La PMS Torino giocava le partite al PalaRuffini. Nello stesso impianto si svolgevano anche gli allenamenti della squadra. Il 31 ottobre 2013 la curva dei tifosi è stata intitolata a Dido Guerrieri.

## Palmarès
- Campionato italiano dilettanti: 2

2012-13, 2014-15

## Statistiche

### Giocatori
- 116 Lorenzo Gergati
- 80 Francesco Conti
- 81 Marco Evangelisti
- 81 Daniele Sandri
- 72 Jakub Wojciechowski
- 72 Daniele Parente
- 63 Kenneth Viglianisi

- 1016 Lorenzo Gergati
- 979 Marco Evangelisti
- 874 Jakub Wojciechowski
- 868 Stefano Mancinelli
- 763 Valerio Amoroso
- 722 Ron Lewis

- 18,05 Ron Lewis
- 16,16 Marco Portannese
- 15,90 Valerio Amoroso
- 14,00 Stefano Mancinelli
- 14,21 Federico Tassinari
- 13,65 Cristiano Masper
- 12,85 Jacopo Giachetti
- 12,73 Ian Miller
- 12,14 Jakub Wojciechowski
- 12,02 Marco Evangelisti

- 38 Ron Lewis  (2/11/2014)**
- 38 Marco Portannese  (7/3/2012)*
- 33 Jacopo Giachetti (29/3/2015)*
- 32 Ron Lewis  (29/3/2015)*
- 31 Jacopo Giachetti (21/12/2014)*
- 30 Ron Lewis  (26/10/2014)
- 30 Ron Lewis  (01/02/2015)
- 30 Lorenzo Gergati (24/2/2013)
- 29 Jacopo Giachetti (25/01/2015)*

- dopo i tempi supplementari
  - partita annullata

Dati relativi alla PMS Torino (2011-15) aggiornati al termine della stagione 2014/15

### Allenatori
- 2011-12: Filippo Faina (38-23)
- 2012-13: Stefano Pillastrini (41-32)
- 2013-14: Stefano Pillastrini (40-24)
- 2014-15: Luca Bechi (40-26)

- 82 Stefano Pillastrini
- 42 Luca Bechi
- 38 Filippo Faina

- 56 Stefano Pillastrini
- 27 Luca Bechi
- 23 Filippo Faina

- 68,3 % Stefano Pillastrini
- 64,3 % Luca Bechi
- 60,5 % Filippo Faina

aggiornato al termine della stagione 2014/15

### Capitani
- 2011-12: Cristiano Masper
- 2012-13: Daniele Parente
- 2013-14: Marco Evangelisti
- 2014-15: Guido Rosselli